# Joker -眠らない街-
『Joker -眠らない街-』（ジョーカー ねむらないまち）は、2020年12月9日に発売されたTHE ALFEEの69枚目のシングル。

## 概要
テレビ東京系列ドラマ『記憶捜査2〜新宿東署事件ファイル〜』のエンディングテーマに使用された。THE ALFEEの楽曲がドラマの主題歌に採用されるのは6年振り。
ジャケットとボーナス・トラックの異なる初回限定盤3種類と通常盤の合計4種類で発売。
各盤収録・4曲目のボーナス・トラックは8月24日・25日に開催されたTHE ALFEE初の無観客配信ライブ『THE ALFEE 2020 Summer 46th Birthday 夏の夢』の音源である。
なお、アルバム『天地創造』（2022年2月23日発売）にはカップリングの「振動α」がアルバム・バージョンで収録されているが、「Joker」は収録されていない。シングル表題曲がオリジナル・アルバム未収録となったのは「Final Wars!/もう一度ここから始めよう」（2013年2月20日発売）以来である。

## 収録曲
- 全作詞・作曲：高見沢俊彦

### 通常盤(TYCT-30117)
1. Joker -眠らない街-
2. 振動α
3. Joker -眠らない街- (Strings Melody Ver.)
4. シュプレヒコールに耳を塞いで（夏の夢 Live Ver.）

### 初回限定盤A(TYCT-39144)
1. Joker -眠らない街-
2. 振動α
3. Joker -眠らない街- (Strings Melody Ver.)
4. AUBE ～新しい夜明け（夏の夢 Live Ver.）

### 初回限定盤B(TYCT-39145)
1. Joker -眠らない街-
2. 振動α
3. Joker -眠らない街- (Strings Melody Ver.)
4. THE AGES（夏の夢 Live Ver.）

### 初回限定盤C(TYCT-39146)
1. Joker -眠らない街-
2. 振動α
3. Joker -眠らない街- (Strings Melody Ver.)
4. 星空のディスタンス（抗コロナ編）（夏の夢 Live Ver.）
  - 2020年に流行した新型コロナウィルス感染症に打ち克つ意味を込めて、冒頭部分の歌詞を一部変更した。